# Parc Nacional de Yoho
El parc nacional de Yoho és un parc nacional del Canadà. Es troba a les Muntanyes Rocalloses del Canadà, al sud-est de la Colúmbia Britànica. Limita amb el Parc Nacional de Kootenay al sud i el Parc Nacional de Banff a l'est, a Alberta. La paraula Yoho és una expressió cree de sorpresa o admiració, i és una descripció adequada per a l'espectacular paisatge del parc de camps de gel massius i cims muntanyosos, que es troben entre els més alts de les Muntanyes Rocalloses del Canadà.
Yoho té una superfície de 1.313 km². És el més petit dels quatre parcs nacionals contigus de la regió, que també inclouen els parcs nacionals de Jasper, Kootenay i Banff, així com tres parcs provincials de la Colúmbia Britànica: el parc provincial Hamber, el parc provincial Mont Assiniboine i el parc provincial Mont Robson. Junts, aquests parcs formen el Patrimoni de la Humanitat dels Parcs de les Muntanyes Rocalloses del Canadà. El centre administratiu i de visitants de Yoho es troba a Field (Colúmbia Britànica), al costat de la carretera transcanadenca.